# Taisten

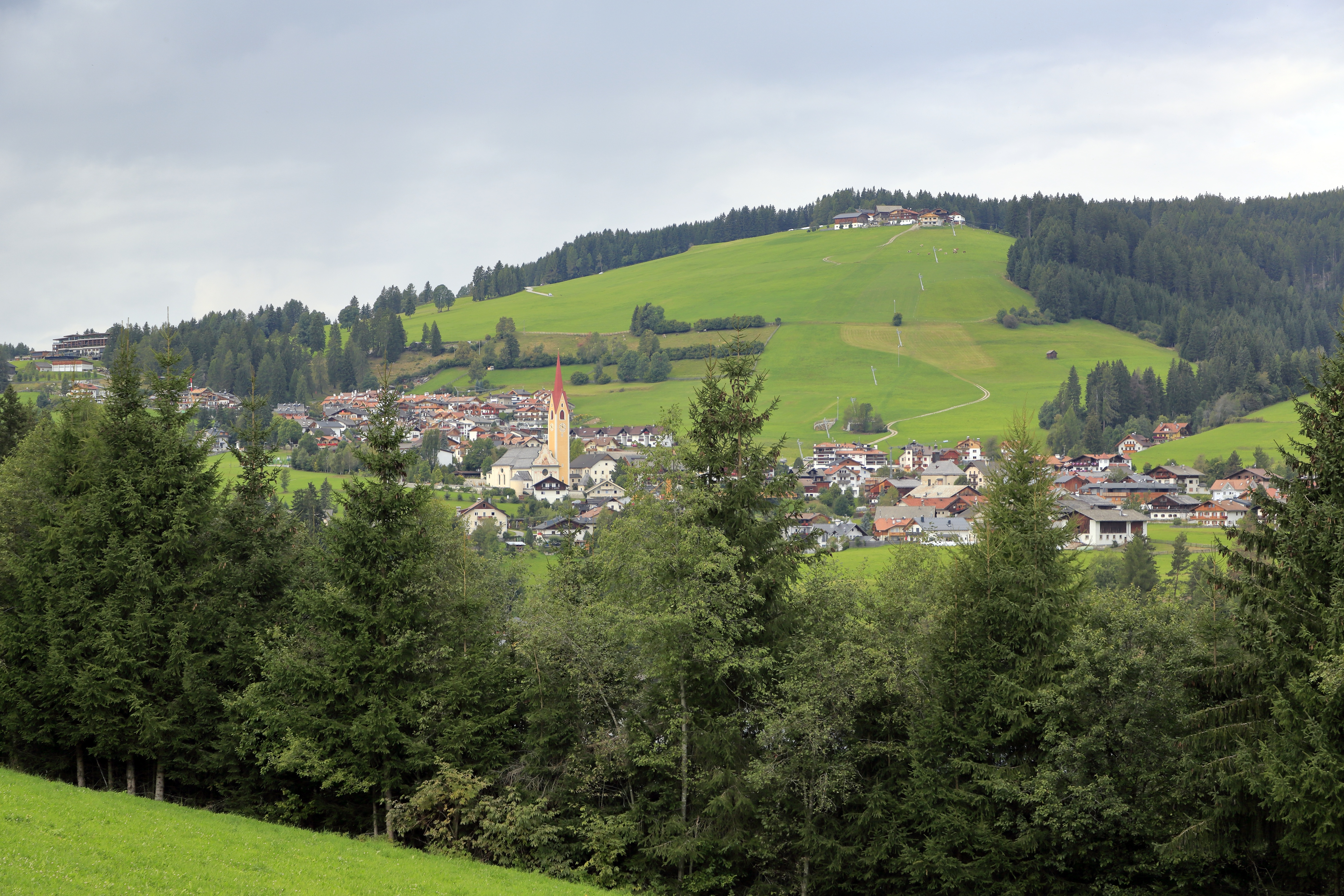
Ansicht von Taisten mit der Pfarrkirche St. Ingenuin und Albuin

Taisten (mundartlich mit sächlichem Artikel gebraucht: is Taaschtn [ˈtaːʃtn̩], italienisch Tesido) ist ein Dorf im Osten Südtirols und eine Fraktion der Gemeinde Welsberg-Taisten. Das Dorf liegt auf etwa 1200 m Höhe etwas erhöht über der Einmündung des Gsieser Tals ins Pustertal. Die über 1200 Einwohner zählende Ortschaft erstreckt sich auf einer nach Süden exponierten Hangterrasse. Taisten beherbergt mehrere Bauwerke von kunsthistorischem Wert (etwa die Kirchen St. Georg oder St. Ingenuin und Albuin), von denen einige mit Malereien des spätgotischen Meisters Simon von Taisten geschmückt sind. In Taisten gibt es eine Grundschule für die deutsche Sprachgruppe. Bis 1929 war Taisten eine eigenständige Gemeinde.

## Persönlichkeiten
- Sandra Mairhofer (* 1992), Triathletin und Radsportlerin